# Gibraltar na Mistrzostwach Świata w Lekkoatletyce 2013
Gibraltar na Mistrzostwach Świata w Lekkoatletyce 2013 – reprezentacja Gibraltaru podczas mistrzostw świata w Moskwie liczyła 1 zawodnika, który nie zdobył medalu.

## Występy reprezentantów Gibraltaru
| Konkurencja            | Zawodnik     | Eliminacje | Eliminacje | Półfinał | Półfinał | Finał    | Finał   |
| Konkurencja            | Zawodnik     | Rezultat   | Pozycja    | Rezultat | Pozycja  | Rezultat | Pozycja |
| ---------------------- | ------------ | ---------- | ---------- | -------- | -------- | -------- | ------- |
| Bieg na 200 m mężczyzn | Jerai Torres | 22,98      | 55.        | NQ       | NQ       | NQ       | NQ      |